# 環境紀念活動
環境紀念活動包含有關環境議題的時、日、年和十年等紀念活動，其中大多經過聯合國大會決議。

## 時
| 時間                       | 名稱       | 設立組織       | 設立時間                        |
| -------------------------- | ---------- | -------------- | ------------------------------- |
| 三月底的星期六20:30－21:30 | 地球一小時 | 世界自然基金會 | 首次在2007年3月31日19:30－20:30 |

## 日
| 時間              | 名稱                             | 設立組織                                               | 設立時間                                           |
| ----------------- | -------------------------------- | ------------------------------------------------------ | -------------------------------------------------- |
| 2月2日            | 世界溼地日                       | 濕地公約常務委員會決定19.10                            | 1996年10月30日                                     |
| 2月27日           | 國際北極熊日                     | 北極熊國際                                             | 2012年2月27日                                      |
| 3月3日            | 世界野生動物日                   | 聯合國大會第68/205號決議 （页面存档备份，存于）        | 2013年20月20日                                     |
| 3月14日           | 國際河流行動日                   | 國際河流組織                                           | 首次在1998年3月14日                                |
| 3月21日           | 世界森林日                       | 聯合國糧食及農業組織C 1971報告                         | 1971年11月6－25日                                  |
| 3月21日           | 國際森林和樹木日                 | 聯合國大會第67/200號決議 （页面存档备份，存于）        | 2012年12月21日                                     |
| 3月22日           | 世界水日                         | 聯合國大會第47/193號決議 （页面存档备份，存于）        | 1992年12月22日                                     |
| 3月23日           | 世界氣象日                       | 世界氣象組織決議6(EC-XII)                              | 1960年6月27日－7月15日                             |
| 4月22日           | 國際地球母親日                   | 聯合國大會第63/278號決議 （页面存档备份，存于）        | 2009年4月22日                                      |
| 4月25日           | 世界企鵝日                       | 世界自然基金會                                         |                                                    |
| 5月第二個週末     | 水鳥日                           | 非洲-歐亞大陸遷徙水鳥保護協定                          | 首次在2005年4月9－10日（原定為4月第二個週末）      |
| 5月第二個週末     | 世界候鳥日                       | 非洲-歐亞大陸遷徙水鳥保護協定                          | 首次在2006年4月8－9日（2007年更改為5月第二個週末） |
| 5月22日           | 生物多樣性國際日                 | 聯合國大會第49/119號決議 （页面存档备份，存于）        | 1994年12月19日（原定為12月29日）                   |
| 5月22日           | 生物多樣性國際日                 | 聯合國大會第55/201號決議 （页面存档备份，存于）        | 2000年12月20日（更改為5月22日）                    |
| 6月5日            | 世界環境日                       | 聯合國大會第2994號決議(XXVII) （页面存档备份，存于）   | 1972年12月15日                                     |
| 6月8日            | 世界海洋日                       | 聯合國大會第63/111號決議 （页面存档备份，存于）第171段 | 2008年12月5日                                      |
| 6月17日           | 防治荒漠化和乾旱世界日           | 聯合國大會第49/115號決議 （页面存档备份，存于）        | 1994年12月19日                                     |
| 6月21日           | 世界長頸鹿日                     | 長頸鹿保護基金會                                       |                                                    |
| 7月29日           | 全球老虎日                       | 保護老虎國際論壇                                       | 2010年                                             |
| 8月10日           | 世界獅子日                       | [ 10 ]                                                 |                                                    |
| 8月12日           | 世界大象日                       | 大象放歸基金會                                         | 2012年8月12日                                      |
| 8月22日           | 世界蜜蜂日                       | [ 12 ]                                                 | 2009年8月22日                                      |
| 9月16日           | 保護臭氧層國際日                 | 聯合國大會第49/114號決議 （页面存档备份，存于）        | 1994年12月19日                                     |
| 9月最後一週星期四 | 世界海事日                       | 政府間海事諮詢組織C XXXVIII/21                         |                                                    |
| 10月4日           | 世界動物日                       | [ 13 ]                                                 | 1931年                                             |
| 10月13日          | 國際減災日                       | 聯合國大會第44/236號決議 （页面存档备份，存于）        | 1989年12月22日（原定為10月第二個星期三）           |
| 10月13日          | 國際減災日                       | 聯合國大會第64/200號決議 （页面存档备份，存于）        | 2009年12月21日（更改為10月13日）                   |
| 11月6日           | 防止戰爭和武裝衝突糟蹋環境國際日 | 聯合國大會第56/4號決議 （页面存档备份，存于）          | 2001年11月5日                                      |
| 12月5日           | 世界土壤日                       | 聯合國大會第68/232號決議 （页面存档备份，存于）        | 2013年12月20日                                     |
| 12月11日          | 國際山岳日                       | 聯合國大會第57/245號決議 （页面存档备份，存于）        | 2002年12月20日                                     |

## 年
| 時間         | 名稱             | 設立組織                                        | 設立時間           |
| ------------ | ---------------- | ----------------------------------------------- | ------------------ |
| 2013年       | 國際水合作年     | 聯合國大會第65/154號決議 （页面存档备份，存于） | 2010年12月20日     |
| 2011年       | 國際森林年       | 聯合國大會第61/193號決議 （页面存档备份，存于） | 2006年12月20日     |
| 2010年       | 國際生物多樣性年 | 聯合國大會第61/203號決議 （页面存档备份，存于） | 2006年12月20日     |
| 2009年       | 國際大猩猩年     | 保護野生動物遷徙物種公約COP9決議                | 2008年12月1－5日   |
| 2009年       | 國際大猩猩年     | 拯救猿類計畫                                    |                    |
| 2009年       | 國際大猩猩年     | 世界動物園暨水族館協會                          |                    |
| 2009年       | 國際自然纖維年   | 聯合國糧食及農業組織第3/2005號決議              | 2005年11月25日     |
| 2009年       | 國際自然纖維年   | 聯合國大會第61/189號決議 （页面存档备份，存于） | 2006年12月20日     |
| 2008年       | 國際地球年       | 聯合國大會第60/192號決議 （页面存档备份，存于） | 2005年12月22日     |
| 2008年       | 世界環境衛生年   | 聯合國大會第61/192號決議 （页面存档备份，存于） | 2006年12月20日     |
| 2007－2008年 | 國際極地年       | 世界氣象組織決議34(Cg-14)                       | 2003年5月5－24日   |
| 2007－2008年 | 國際極地年       | 南極條約協商會議決議2(2003)                     | 2003年6月9－20日   |
| 2007－2008年 | 國際極地年       | 政府間海洋學委員會決議EC-XXXVII.3               | 2004年6月23－29日  |
| 2007－2008年 | 國際極地年       | 國際科學理事會第28屆大會決定7                   | 2005年10月18－21日 |
| 2007－2008年 | 國際極地年       | 世界氣象組織決議36(Cg-15)                       | 2007年5月7－25日   |
| 2006年       | 國際荒漠年       | 聯合國大會第58/211號決議 （页面存档备份，存于） | 2003年12月23日     |
| 2003年       | 國際淡水年       | 聯合國大會第55/196號決議 （页面存档备份，存于） | 2000年12月20日     |
| 2002年       | 國際山岳年       | 聯合國大會第53/24號決議 （页面存档备份，存于）  | 1998年11月10日     |
| 2002年       | 國際生態旅遊年   | 聯合國大會第53/200號決議 （页面存档备份，存于） | 1998年12月15日     |
| 1998年       | 國際海洋年       | 聯合國大會第49/131號決議 （页面存档备份，存于） | 1994年12月19日     |

## 十年
| 時間         | 名稱                         | 設立組織                                        | 設立時間       |
| ------------ | ---------------------------- | ----------------------------------------------- | -------------- |
| 2021－2030年 | 聯合國生態系統恢復十年       | 聯合國大會第73/284號決議 （页面存档备份，存于） | 2019年3月6日   |
| 2011－2020年 | 聯合國生物多樣性十年         | 聯合國大會第65/161號決議 （页面存档备份，存于） | 2010年12月20日 |
| 2010－2020年 | 聯合國荒漠及防治荒漠化十年   | 聯合國大會第62/195號決議 （页面存档备份，存于） | 2007年12月19日 |
| 2005－2015年 | “生命之水”國際行動十年       | 聯合國大會第58/217號決議 （页面存档备份，存于） | 2003年12月23日 |
| 2005－2014年 | 聯合國教育促進可持續發展十年 | 聯合國大會第57/254號決議 （页面存档备份，存于） | 2002年12月20日 |
| 1990－1999年 | 國際減少自然災害十年         | 聯合國大會第42/169號決議 （页面存档备份，存于） | 1987年12月11日 |
| 1981－1990年 | 國際飲水供應和衛生十年       | 聯合國大會第35/18號決議 （页面存档备份，存于）  | 1980年11月10日 |

## 外部連結
- 聯合國 （页面存档备份，存于）
  - Observances （页面存档备份，存于）
    - 紀念活動 （页面存档备份，存于）
    - 國際日 （页面存档备份，存于）
    - 國際周 （页面存档备份，存于）
    - 國際年 （页面存档备份，存于）
    - 國際十年 （页面存档备份，存于）
    - 周年紀念 （页面存档备份，存于）

  - 日常議題 （页面存档备份，存于）環境 （页面存档备份，存于）相關鏈接 （页面存档备份，存于）紀念活動
- 聯合國環境規劃署 （页面存档备份，存于）電子日曆 （页面存档备份，存于）Annual Environmental Events （页面存档备份，存于）